# Mátraszele
Mátraszele è un comune dell'Ungheria di 1.071 abitanti (dati 2001). È situato nella contea di Nógrád.